# 김재웅 (축구 선수)
김재웅(한국 한자: 金裁雄, 1988년 1월 1일 ~ )은 대한민국의 전직 축구 선수로 현역 시절 천안 시티, 인천 유나이티드, FC 안양, 수원 FC, 아산 무궁화, 서울 이랜드, 강릉시민축구단 등에서 미드필더로 활동했으며 현재 용인시축구센터 U-15팀 코치로 재직 중이다.

## 축구인 생활

### 선수 생활
경희대학교 축구부 시절 2009년 FA컵 32강전에서 인천 유나이티드를 격침시키는 데 일조하였던 선수로, 졸업을 한 학기 앞두고 내셔널리그 천안시청에 입단해 6개월가량 활약하였다.
2011 K리그 드래프트 현장에서는 지명되지 못하였으나 인천 유나티이드에 입단 테스트 끝에 번외 추가지명되어 입단하는 데 성공하였다. 2011년 3월 16일 대전 시티즌과의 K리그 컵대회에서 데뷔전을 치렀으며, 컵대회에서의 활약을 발판으로 K리그 정규리그에서도 선발 출장하는 데 성공했다. 이어 4월 17일 성남 일화 천마와의 홈경기에서는 팀의 선취골이자 자신의 프로 데뷔골을 전반 1분 만에 성공시켰다. 6일 뒤인 강원 FC와의 경기에서는 팀의 선취골과 쐐기골을 각각 득점, 어시스트하며 1골 1도움을 기록하여 2011 K리그 신인왕 후보로 거론되기도 하였다.
2014년에는 K리그 챌린지의 FC 안양으로 임대되어 27경기 7골의 활약을 펼쳤다. 임대 복귀 반 시즌 후인 2015년 7월 9일, 수원 FC로의 이적을 발표하였다. K리그 챌린지 2016 시즌 중반에 군복무를 해결하기 위해 안산 무궁화에 입단하였다. 군복무를 마친 김재웅은 2018년 2월 13일 K리그2 서울 이랜드 FC로 이적하였다. K리그2 2018 시즌 4라운드 광주 FC와의 경기에서 교체 투입되며, 서울 이랜드에서의 첫 경기에 출장하게 되었다. 3월 28일 고려대학교와의 FA컵 3라운드 경기에서 선발 출장하며, 서울 이랜드에서의 첫 선발 무대에 나섰다. 4월 29일 안산 그리너스 FC와의 경기에서, 92분 경 수비를 하다 상대 선수의 안면을 팔꿈치로 가격한 것이 뒤늦게 포착되어 상벌위원회의 결정 하에 2경기 출장 정지를 받게 되었다. 7월 16일 안산 그리너스 FC와의 홈 경기에서 최오백의 선제골에 스루패스로 도움을 기록하였으며, 이는 서울 이랜드에서의 첫 공격 포인트였다. 2019 시즌을 앞두고 강릉시청에 입단했다.

## 수상

### 선수
안산 무궁화 FC
- K리그 챌린지 : 우승 (2016)